# /dev/zero
/dev/zero je speciální soubor v unixovém operačním systému, který poskytuje neomezené množství nulových bajtů při čtení. Jedním z typických použití je poskytnutí streamu bajtů pro inicializaci úložiště dat. Původně byl představen v roce 1988 v operačním systému SunOS 4.0 (nyní operační systém Solaris).

## Funkce
Čtení z /dev/zero vrací nulové znaky (0x00) po celou dobu čtení. Na rozdíl od /dev/null může být /dev/zero použit i jako zdroj, nikoli pouze jako černá díra pro data. Všechny operace zápisu do /dev/zero uspějí a data se ztratí, avšak soubor /dev/null je pro tento účel známější. 
V okamžiku, kdy je soubor /dev/zero namapován na virtuální adresní prostor, je jeho použití shodné s použitím anonymní paměti, například paměti nepřipojené k žádnému souboru.

## Příklady
Unixová utilita dd umí kopírovat stream ze zdroje do cíle za možného provedení změn dat během procesu.
Smazání dat v diskovém oddílu (nízkoúrovňové formátování)
```
$ 
dd
 
if
=
/dev/zero
 
of
=
/dev/
$cilovy_oddil

```

Vytvoření 1 MiB souboru nazvaného foobar naplněného nulami:
```
$ 
dd
 
if
=
/dev/zero
 
of
=
foobar
 
count
=
1024
 
bs
=
1024

```

Poznámka: velikost bloku, hodnoty mohou být uvedeny v SI (desetinné) hodnoty, např. v GB, MB, atd. Pro vytvoření souboru o velikosti 1 GB je možné napsat
```
$ 
dd
 
if
=
/dev/zero
 
of
=
foobar
 
count
=
1
 
bs
=
1GB

```

Poznámka: Namísto vytváření skutečného souboru naplněného samými nulami umožňuje mnoho souborových systémů také vytvoření řídkého souboru, které mají totožný obsah, avšak využívají méně skutečného místa.